# کمرکلی باهاما
کمرکلی باهاما (نام علمی: Sitta insularis) یک گونه کمرکلی بومی در کاجستان‌های جزیره گراند باهاما است. ممکن است تا سال ۲۰۱۹ منقرض شود.